# Igreja de São Tiago (Biddenham)

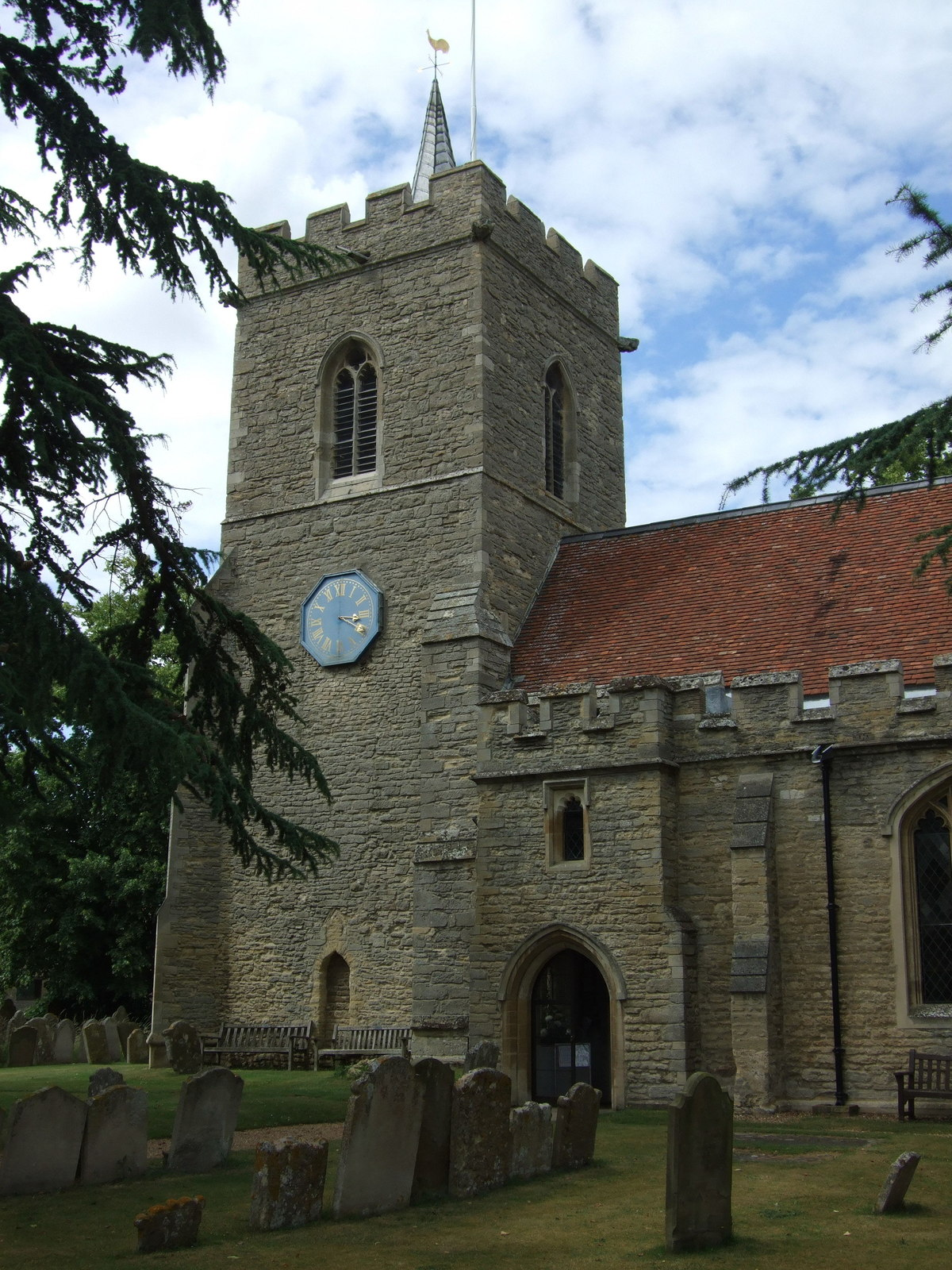
Igreja de São Tiago

A Igreja de São Tiago é uma igreja listada como património de grau I em Biddenham, Bedfordshire, na Inglaterra. Tornou-se um edifício listado no dia 13 de julho de 1964. A Igreja tem um website.

## História
A igreja cristã foi construída por volta do século XI ou XII. A torre foi concluída no século XV, com várias adições arquitetônicas à igreja entre essas duas datas.
As celebrações do milénio foram comemoradas com a instalação de um vitral moderno na janela oeste.